# Finn euróérmék
| Címlet                                       | Kép | Leírás |
| -------------------------------------------- | --- | --- |
| 2 euró                                       |     | A Raimo Heino képzőművész által tervezett érmén a hamvas szeder virágának képe látható. A hideget és a zord körülményeket jól tűrő növény a finn történelemben számos esetben népélelmezési cikk volt. A gyümölcséből főzött lekvár a finn konyha fontos kelléke. A szedervirág megjelenítése utal az északi flóra védelmének fontosságára és szépségére. |
| 1 euró                                       |     | Pertti Mäkinen Finnország függetlenségének 80. évfordulójára tervezte a két repülő hattyút ábrázoló képet. Az érme utal a természetvédelem fontosságára és a finn táj szépségére, míg a repülés a kivívott szabadságról emlékezik meg. |
| 50 cent 20 cent 10 cent 5 cent 2 cent 1 cent |     | Az oroszlán a finn állam jelképe. Az oroszlán képét Heikki Häiväoja finn művész tervezte, még a 60-as években. Ez az alak szerepelt a korábbi finn 1 márkáson, erről került át az euróra. |